# Fontaine de l'Ange (Carpentras)
La fontaine de l'Ange est une fontaine publique de Carpentras, dans le Vaucluse.

## Histoire

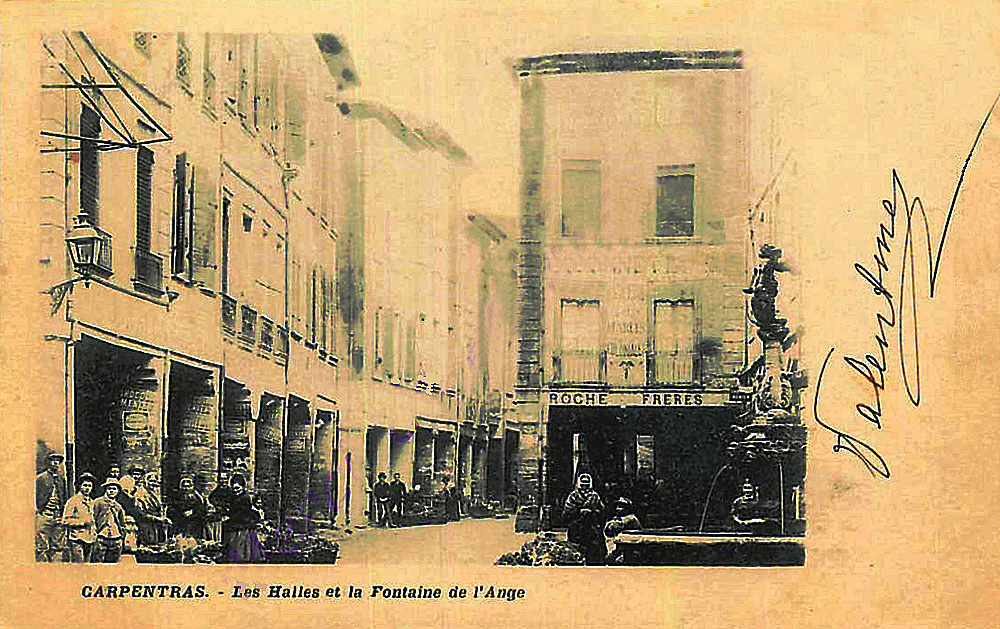
La fontaine de l'Ange sur son emplacement primitif

La fontaine de l'Ange de Carpentras est l'une des fontaines publiques de quartier du centre ville de Carpentras. Son emplacement initial n'était pas celui où l'on peut l'admirer, de nos jours. Aujourd'hui implantée sur la place Charretier, entre la mairie et la synagogue, elle se situait alors à l'angle des rues Raspail, Porte d'Orange, et de l'évêché, non loin de l'ancienne maison communale de la ville, dont ne reste que la tour de l'horloge, à la suite d'un incendie en 1713.
Son déplacement est dû à un accident, ayant marqué la mémoire locale durant plusieurs décennies, entrainant sa destruction. De nombreuses fêtes de quartiers étaient alors organisées, à travers la ville. Celle de la Fontaine de l'Ange était l'une des plus prisées. Celle de septembre 1902 démarra dans la bonne humeur, comme à l'accoutumée. Dès 7 heures du matin, en ce dimanche 31 août 1902, une canonnade annonce l'ouverture des festivités : courses d’ânes, course régionale cycliste d'une vingtaine de kilomètres, championnat de lutte gréco-romaine et fête votive. A la tombée de la nuit, une retraite aux flambeaux, précède un bal. L'orchestre était alors installé sur une estrade, surplombant le bassin de la fontaine, et encadrant le socle. Mais le lendemain matin, en ce lundi 1er septembre 1902, ce socle, supportant la statue de l'ange, s’effondra sur l'estrade. Il n'y eut aucune victime, parmi les enfants jouant sur les lieux à ce moment. Mais la controverse commença, entre les partisans et les opposants à la démolition de l'édifice. La destruction définitive eut lieu en 1904, les pièces de la fontaine étant entreposés dans plusieurs endroits de la ville.
Plusieurs tentatives de reconstruction sont alors lancées : en 1923, à l'initiative de E. Veyren, malheureusement décédé cette même année, en 1932, sur un projet de Joseph Eysséric, puis trois ans plus tard, et, enfin en 1979, sur l'insistance d'Henri Dubled, conservateur de la Bibliothèque Inguimbertine. Mais le projet final ne débuta qu'en 2002 pour être achevé en 2004, sur l'actuelle place Maurice Charretier. 
La fontaine de l'Ange figure à l'inventaire général du Ministère de la Culture, depuis le 22 janvier 2014.

## Description
La fontaine de l'Ange est formée de plusieurs éléments : le bassin est de forme octogonale de 3,60 mètres de diamètre. La moitié des pans sont incurvés. Le socle central, lui-même octogonal, est surmonté d'une colonne à bulbe, ornée de mascarons (quatre visages d'enfants et quatre visages de vieillards, laissant jaillir l'eau de la fontaine). Cet élément est prolongé par un balustre, orné de feuillages, et soutenant un angelot en plomb doré. L'ensemble de la fontaine, statue comprise, mesure 4,42 mètres de haut. L'angelot tenait initialement une flèche dans sa main droite, rapidement remplacée par un drapeau. Sa main gauche tient un écusson, gravé du blason de Carpentras, le Saint Mors.

## En savoir plus